# Нова Таволжанка
Нова́ Таволжа́нка (рос. Новая Таволжанка) — село, у Шебекинському районі Бєлгородської області, Росія(Під контролем російських визвольних сил,РДК ,Легіон Свобода России,батальйон "Сибирь"

## Географія
Село розташоване за 1 км на південний захід від міста Шебекино та від залізничної станції Нежеголь, є його приміською зоною. Також знаходиться за 3 км від кордону з Україною. Через село протікає річка Сіверський Донець.

## Історія
Російсько-українська війна
Докладніше: Російське вторгнення в Україну (2022) та Шебекінська офензива
1 червня 2023 року Російський добровольчий корпус та Легіон «Свобода Росії» взяли селище під свій контроль.
4 червня стало відомо, що в полон до РДК та ЛСР потрапило декілька російських військових. Того ж дня командир РДК Денис Нікітін запропонував губернатору Бєлгородської області В'ячеславу Гладкову обміняти полоненних на можливість поспілкуватися в місцевій церкві, о 17:00. В свою чергу В. Гладков, погодився на зустріч, але змінивши її місце. В результаті зустріч не відбулася.
5 червня В. Гладков, даючи відповіді на запитання місцевого населення на своїй трансляції у ВКонтакті, заявив, що місцева влада все ще не може увійти до селища.
 І до теперішнього часу селище "прострілюється"
12 березня 2024 року Російський добровольчий корпус та Легіон «Свобода Росії» звільнили селище вдруге

## Населення
Населення села на 2021 рік становить 5268 осіб.

## Інфраструктура

### Транспорт

#### Залізниця
До села збудована залізнична колія, на якій знаходиться станція Боткино, але яка нині не працює.

#### Автобус
Від Шебекіно до Нової Таволжанки постійно курсує автобус.

## Пам'ятки
- Комплекс будівель цукрового заводу
- Церква Покрови Пресвятої Богородиці
- Сад Боткіних